# Itrialita-(Y)
La itrialita-(Y) es un mineral de la clase de los sorosilicatos, y dentro de esta pertenece al llamado “grupo de la thortveitita”. Fue descubierta en 1889 en Bluffton, en Texas (Estados Unidos), siendo nombrada así por el itrio en su composición. Un sinónimo poco usado es yttrialita-(Y).

## Características químicas
Es un silicato anhidro de itrio, y que cristaliza en el sistema cristalino monoclínico. Puede llevar parcialmente sustituido el itrio por torio, habiéndose calculado empíricamente para este caso la fórmula Y1.5Th0.5Si2O7.

## Formación y yacimientos
Se encuentra como mineral de fase tardía en algunas rocas pegmatitas con minerales de "tierras raras", en las cuales se encuentra comúnmente asociado con el mineral gadolinita. Se ha encontrado en minas de Texas (Estados Unidos), en Noruega, así como en Japón.
Suele encontrarse asociado a la gadolinita y a otros minerales como: thalénita, thortveitita, britholita, fergusonita, xenotima, allanita, microclina, albita, cuarzo, biotita, zircón, magnetita, espesartina, fluorita o tombarthita.